# Ramona i Beezus
Ramona i Beezus – amerykański film w reżyserii Elizabeth Allen Rosenbaum z Joey King. Seleną Gomez i Hutchem Dano w rolach głównych. Ekranizacja cyklu bestsellerowych książek dziecięcych Beverly Cleary. Premiera filmu odbyła się 23 lipca 2010 roku.
W weekend otwierający emisję w Stanach Zjednoczonych wpływy ze sprzedaży biletów wyniosły 7 810 481 dolarów amerykańskich.

## Obsada
- Joey King – Ramona Quimby
- Selena Gomez – Beezus Quimby
- John Corbett – Robert Quimby
- Bridget Moynahan – Dorothy Quimby
- Hutch Dano – Henry Huggins

i inni.

## Fabuła
Film opowiada o przygodach niezwykle pomysłowej uczennicy szkoły podstawowej Ramony Quimby i jej starszej siostry Beezus.